# Jason Wiemer
Jason Wiemer (Kilberley, 14 aprile 1976) è un ex hockeista su ghiaccio canadese, di ruolo centro. In carriera ha vestito la maglia di sei squadre della National Hockey League, collezionando oltre 700 presenze.

## Carriera
Jason Wiemer fu scelto in 12ª posizione nel draft del riservato alla WHL dai Portland Winterhawks, con cui giocò per quattro stagioni. In occasione invece del draft 1994 della NHL fu scelto in 8ª posizione assoluta dai Tampa Bay Lightning.
Mentre giocava ancora per i Winterhawks, Wiemer fu chiamato dai Lightning per giocare parte della stagione 1994-95, segnando il proprio debutto in NHL. Dopo aver disputato quattro stagioni in Florida lottando per mantenere le aspettative rispetto all'esperienza in WHL, Weimer fu ceduto a metà della stagione 1997-98 ai Calgary Flames in cambio di Sandy McCarthy e di due opzioni al 3º e al 5º giro nell'NHL Entry Draft 1998.
Wiemer giocò per le tre successive stagioni con i Flames, svolgendo soprattutto il ruolo di disturbatore della manovra avversaria, a causa della sua mole e delle sue abilità di lotta e di contrasto.
Prima dell'inizio della stagione 2001-02, il 23 giugno 2001, Wiemer fu ceduto dai Flames insieme a Valerij Bure ai Florida Panthers in cambio di Rob Niedermayer. Jason fece segnare il proprio record realizzativo con 31 punti nell'unica stagione giocata con i Panthers, prima di essere acquistato dai New York Islanders in cambio di Branislav Mezei il 3 luglio 2002. Libero di svincolarsi dagli Islanders, Wiemer il 13 novembre 2003 si accasò con i Minnesota Wild per concludervi la stagione.
Il 5 agosto 2004 Wiemer ritornò da free agent ai Calgary Flames. Dopo essere rimasto lontano dalle piste dopo il lockout del 2005, il 9 marzo 2006 si trasferì dai Flames ai New Jersey Devils in cambio di una scelta al quarto giro nell'NHL Entry Draft 2006. Raggiungendo i playoff soltanto per la terza volta in carriera Weimer aiutò i Devils a raggiungere le semifinali di Conference.
Nel luglio 2006 Wiemer subì un intervento di ricostruzione del ginocchio che gli fece saltare l'intera stagione 2006-07. Wiemer da allora abbandonò l'hockey su ghiaccio. Concluse la propria avventura in NHL con 745 partite giocate, 91 gol e 112 assist per un totale di 203 punti e 1.487 minuti di penalità.